# واگنر دا کونسیسائو مارتینز
واگنر دا کونسیسائو مارتینز (انگلیسی: Zuluzinho؛ زادهٔ ۱۹ مهٔ ۱۹۷۸) ورزشکار هنرهای رزمی ترکیبی اهل برزیل است.